# Niccolò Pietro Bargellini
Niccolò Pietro Bargellini (Bologna, 1630 – Roma, 24 settembre 1694) è stato un patriarca cattolico e diplomatico italiano.

## Biografia
Figlio di Ippolito, si laureò in utroque iure e si trasferì a Roma dove iniziò la sua carriera ecclesiastica come referendario delle segnature, poi protonotario apostolico e canonico di Bologna. Il 4 luglio 1665 fu nominato arcivescovo titolare di Tebe e consacrato dal cardinale Girolamo Boncompagni il 2 agosto. Allo stesso tempo fu nominato nunzio apostolico nel ducato di Savoia, dopo gli incarichi governativi svolti a Fano, Montalto, Ascoli, Campagna e Marittima, Urbino, e in ultimo Perugia.
Fu scelto come nunzio apostolico a Parigi da papa Clemente IX, col benestare di Luigi XIV, e consigliato da Hugues de Lyonne, su proposta dell'ambasciatore francese a Torino, Abel Servien. Il compito di Bargellini era la ricerca di una soluzione concordata fra la Santa Sede e i vescovi giansenisti, nominati dal re. Luigi XIV lo contrastò nel raccogliere le informazioni canoniche sui vescovi designati a coprire le relative diocesi.
Clemente IX non contento delle soluzioni raggiunte, che avvantaggiavano soltanto i vescovi francesi, lo declassò dal suo incarico trasferendolo alla legazione di Avignone, dove rimase per venti anni, ignorato dalla Santa Sede. Luigi XIV non accettò le successive nomine alla nunziatura, preferendo Bargellini a cui promise il suo sostegno.
Richiamato a Roma, gli fu negata la creazione cardinalizia, sempre promessa ai nunzi di Parigi, preferendo la nomina a patriarca titolare di Gerusalemme.

## Genealogia episcopale
La genealogia episcopale è:
- Cardinale Guillaume d'Estouteville, O.S.B.Clun.
- Papa Sisto IV
- Papa Giulio II
- Cardinale Raffaele Riario
- Papa Leone X
- Papa Paolo III
- Cardinale Francesco Pisani
- Cardinale Alfonso Gesualdo
- Papa Clemente VIII
- Cardinale Pietro Aldobrandini
- Cardinale Laudivio Zacchia
- Cardinale Antonio Barberini, O.F.M.Cap.
- Cardinale Girolamo Colonna
- Cardinale Niccolò Albergati-Ludovisi
- Cardinale Girolamo Boncompagni
- Patriarca Niccolò Pietro Bargellini